# Београдски сајам
44° 48′ 27″ С; 20° 26′ 49″ И / 44.80737° С; 20.44689° И
Београдски сајам је друштво са ограниченом одговорношћу за организовање сајамских изложби. Основано је 1957. године.

## Историја Београдског сајма
Претеча предузећа Београдски сајам било је Друштво за приређивање сајма, формирано 1923. (1933) године.  Постојао је проблем адекватне локације, али повезивањем Земуна са Београдом и изградњом Моста краља Александра створени су предуслови да се и тај проблем реши. Године 1937. на левој обали Саве, на простору данас познатом као Старо сајмиште, изграђен је сајамски комплекс са 26 павиљона различите намене и власништва, а излагачима је на располагање стављено 17.000 квадратних метара простора под кровом и још 20.000 на отвореној површини. Први Београдски сајам отворен је 11. септембра 1937. године. Свечано га је отворио Милан Стојановић, тадашњи председник Друштва за приређивање сајма. Простирући се на 14 хектара земљишта, Београдско сајмиште је представљало једну од највећих сајамских површина у југоисточној Европи. Изградњом овог комплекса је добијена прва реализована архитектонско-урбанистичка целина на Новом Београду, чиме је симболично означен почетак формирања будућег модерног града.
Сајам је започео своје активности организовањем првог Јесењег сајма, а за њим су уследили Изложба живинарства у децембру 1937, Пролећни сајам у марту 1938. и први Београдски сајам аутомобила, најстарија сајамска манифестација Београдског сајма која се и данас одржава, одржан од 5. до 15. марта исте године. На првој сајамској манифестацији учествовала су 883 излагача, међу којима чак 390 из иностранства, а сајам је посетило преко 300.000 људи (више него што је Београд тада имао становника). Други Јесењи сајам 1938. године имао је 910 излагача, а фирма Филипс је на Сајму поставила телевизијску емисиону станицу. Програме те станице су посетиоци сајма могли да прате на пријемницима у павиљонима. На Сајму је било приређено још 13 привредних специјализованих изложби, 4 радио изложбе, Земаљска ловачка изложба, Земаљска занатска изложба, Изложба дечије заштите, Изложба слатководног рибарства, Изложба планинарства, Међународна изложба ваздухопловства „Наша крила”, 2 изложбе заштите од напада из ваздуха и друге.
Сем изложбених Сајам је имао и друге намене. На сајму су организоване културне манифестације. Између осталих на Сајму је одржан Први југословенски концертни фестивал, априла 1938. и Други фестивал југословенских народних игара и мелодија 1939. године, а са приближавањем рата Савез Сокола је на Сајму организовао предвојничку обуку. Било је планирано да се до јесени 1941. подигну забавни парк и хиподром за 50.000 гледалаца.
Други светски рат прекинуо је активности Београдског сајма, а сајамски комплекс претворен је у нацистички концентрациони логор, "Јеврејски логор Земун", у коме је извршен велики погром Јевреја, одн. каснији Прихватни логор за различите таоце.

### Обнова Сајма после Другог светског рата
Као успешно средство подстицања привредног и трговинског развоја, примарну улогу у развоју градова током двадесетог добијају и сајмови. Због разарања, као и сећања на страдања и жртве, Старо сајмиште није више могло да обавља ту функцију, те је настала идеја о изградњи новог сајамског комплекса на супротној обали реке.
Због тога је Народни одбор Београда 13. маја 1953. године донео одлуку о изградњи новог сајамског комплекса. Почетку изградње је претходио конкурс на којем је прва награда додељена пројекту архитеката Владете Максимовића и Милорада Пантовића. Након тога се ипак, на иницијативу инвеститора, одустало од прихваћеног првонаграђеног пројекта, са жељом да кроз монументалнију архитектуру држава боље прикаже, а београдска архитектура да буде равноправније укључена у савремене европске токове. Због тога је архитекта Милорад Пантовић обишао најмодерније европске сајмове, и са новим тимом сарадника, инжењерима Бранком Жежељем и Миланом Крстићем, изнео нов пројекат који је спроведен и којим је Београдски сајам добио изглед какави ма данас.
Пантовићев приступ архитектури Београдског сајма коришћењем принципа функционализма у модерној архитектури, по узору на принципе италијанске културе грађења спортских и изложбених хала из средине двадесетог века и коришћењем овалних облика византијских форми, довело је до тога да су се сајамске хале и пратећи објекти разликовали од свега до тада изграђеног у архитектури Београд. Овиме је дат битан допринос авангардизовању београдског градитељства послератног периода, а Београдски сајам је за то добио похвале домаће јавности и значајних светских стручњака, чиме је постао једна од нових знаменитости града.
Након пројектовања и успешно спроведених радова, Београдски сајам је отворен 23. августа 1957. године, сада по други пут, двадесет година после првог. Нови сајамски комплекс саграђен је на десној обали Саве, где се и данас налази. Подручје на којем је изграђен нови комплекс обухвата простор који се формирао уз савску обалу, од раскрснице Мостар, дуж Булевара војводе Мишића.
Прва манифестација био је Сајам технике, отворен управо 23. августа 1957. Ову прву послератну сајамску манифестацију отворио је Франц Лескошек, члан Савезног извршног већа. Први послератни Београдски сајам технике посетило је 1.115.000 посетилаца. Годину дана касније, на прву послератну годишњицу Сајма технике и техничких достигнућа, односно годишњицу самог Београдског сајма, као и на 20-огодишњицу првог Филипсовог ТВ емитовања, из студија смештеног на Сајму ТВ Београд емитовао је своју прву емисију.

### Епидемија корона вируса
Услед пандемије изазване корона вирусом 2020. године, у складу с одлуком о забрани одржавања јавних скупова у затвореном простору, 19.3.2020. Београдски сајам је по први пут у историји, не рачунајући Други светски рат, био приморан да затвори своја врата за посетиоце. Сви сајмови су отказани до даљњег, осим Сајма хортикултуре који је једини одржан у јуну 2021.

## Београдски сајам данас
Данас је Београдски сајам организатор бројних државних, регионалних и међународних манифестација, али других догађаја са великим бројем учесника. Неке од њих имају традицију одржавања дугу и по неколико деценија, а најстарија манифестација која се одржала у континуитету је Београдски сајам аутомобила, који се организује од 1938. године.
Током 2022. у јавност је уведена идеја да се хале Београдског сајма сруше у корист ширење стамбено-пословног пројекта Београд на води, док би се нове, веће хале сајма изградиле у општини Сурчин.

### Календар сајамских манифестација
| Догађаји                                                                                         | Месец/сезона одржавања | Одржава се од |
| ------------------------------------------------------------------------------------------------ | ---------------------- | ------------- |
| Државни пчеларски сајам                                                                          | фебруар                | 2009.         |
| Кућни сајам - ЕКСПО                                                                              | фебруар                | 2008.         |
| Међународни сајам туризма                                                                        | фебруар                | 1979.         |
| ХОРЕКА – Сајам угоститељске опреме                                                               | фебруар                | 2005.         |
| Београдски сајам вина - BeoWine Fair                                                             | фебруар                | 2010.         |
| Међународни сајам брендова                                                                       | фебруар                | —             |
| Сајам за треће доба (55+)                                                                        | фебруар—март           | 2014.         |
| Сајам текстила                                                                                   | март                   | —             |
| Београдски сајам аутомобила                                                                      | март                   | 1938.         |
| Међународни сајам мотоцикала - Мотопешн                                                          | март                   | 2007.         |
| Међународни сајам наутике, лова и риболова                                                       | април                  | 1979.         |
| Међународни сајам хортикултуре                                                                   | април                  | 1996.         |
| Међународна изложба лековитог биља и препарата од меда „Дарови природе“                          | април                  | 1998.         |
| Изложба баштенских и парковских машина „Motoplantexpo”                                           | април                  | 2013.         |
| Сајам средњих стручних и уметничких школа                                                        | април                  | 2015.         |
| Међународни сајам комерцијалних возила                                                           | април                  | —             |
| Међународни сајам грађевинарства                                                                 | април                  | 1975.         |
| Међународни конгрес и сајам козметике, неге косе, естетике и здравља „Додир Париза“              | мај—октобар            | 2003.         |
| Сајам организација цивилног друштва                                                              | мај                    | —             |
| Међународни сајам технике и техничких достигнућа                                                 | мај                    | 1957.         |
| Домо експо Балкан                                                                                | мај                    | —             |
| Дечји сајам                                                                                      | пролеће и јесен        | 2008.         |
| Belgrade Future Gaming                                                                           | јун                    | 2008.         |
| Међународни сајам наоружања и војне опреме                                                       | јун                    | 2003.         |
| Сајам фудбала                                                                                    | септембар              | —             |
| Packtech Expo Balkan                                                                             | септембар              | 2003.         |
| Conbak Expo Balkan                                                                               | септембар              | 2007.         |
| Међународни сајам графичке и папирне индустрије                                                  | септембар              | 1979.         |
| Међународни сајам информатичко-биротехничке опреме                                               | септембар              | 1993.         |
| Конбак експо Балкан                                                                              | септембар              | —             |
| Међународни сајам превенције и реаговања у ванредним ситуацијама и безбедности и здравља на раду | октобар                | 1977.         |
| Међународни сајам текстила, коже и опреме                                                        | октобар                | —             |
| Међународни сајам енергетике                                                                     | октобар                | 2005.         |
| Међународни сајам заштите животне средине и природних ресурса                                    | октобар                | 2004.         |
| Међународни сајам медицине и стоматологије                                                       | октобар                | 1976.         |
| Међународни сајам књига                                                                          | октобар                | 1956.         |
| Медиа маркет                                                                                     | октобар                | 2015.         |
| Сајам образовања и наставних средстава                                                           | октобар                | 1970.         |
| Међународни сајам некретнина и инвестиција                                                       | октобар                | —             |
| Међународни сајам банкарства, опреме, услуга, осигурања и инвестиција                            | октобар/новембар       | —             |
| Међународни сајам намештаја, опреме и унутрашње декорације                                       | новембар               | 1963.         |
| Сајам машина и алата за дрвну индустрију                                                         | новембар               | 1963.         |
| сајам етно хране и пића                                                                          | новембар               | 2006.         |
| Међународни сајам предузетништва за мала и средња предузећа                                      | новембар               | —             |
| Сајам спорта                                                                                     | децембар               | 2012.         |
| Експо Зим                                                                                        | децембар               | 1986.         |
| Београдски новогодишњи вашар                                                                     | децембар               | 1960.         |

### Остале манифестације
Осим сајамских манифестација Београдски сајам пружа услуге и у организацији других манифестација, међу којима су:
- У организацији Кинолошког савеза Републике Србије на Београдском сајму се два пута годишње одржава Међународна изложба паса свих раса – ЦАЦИБ Београд
- Интернационални фестивал Аргентинског танга – „Београдски Танго сусрет“
- Фестивала науке[ж][12][13]
- Различити музички концерти
- Пријемни испити за факултете[14] и други слични испити[15]

## Намене у кризним ситуацијама
Током пандемије вируса корона 2020. године хале Београдског сајма адаптиране су за смештај пацијената са блажим симптомима заразе. Током 2021. године, хала 3 и хала 11 Београдског сајма су постале главни пунктови за вакцинацију.